# Ornament (sztuka)

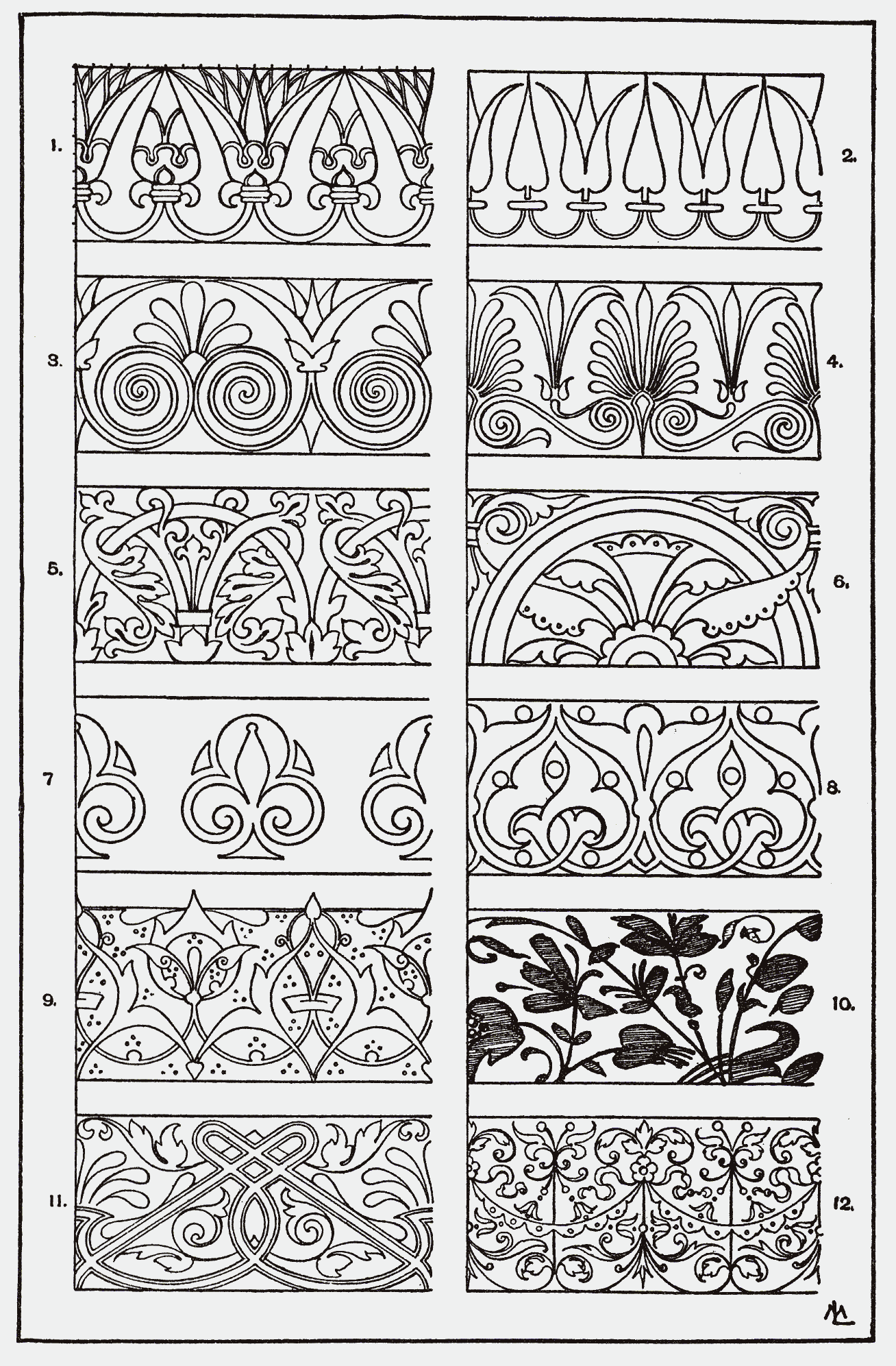
Różne ornamenty roślinne (Franz Sales Meyer, A handbook of ornament, 1898)

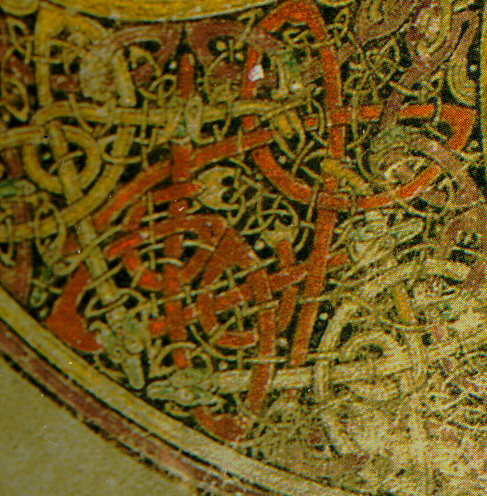
Plecionka (fragment iluminacji z Book of Kells, IX wiek)

Ornament (z łac. ornare – „zaopatrzyć, ozdabiać”) – motyw lub zespół motywów zdobniczych, stosowanych w architekturze lub sztukach plastycznych. Motywy te, złożone z drobnych elementów, mogą pokrywać całą powierzchnię, występować tylko w określonych polach albo przybierać formę pasową. Mogą także współgrać z tektoniką lub nad nią dominować. Zazwyczaj ornament nie jest elementem niezbędnym dla istnienia struktury danego przedmiotu czy budowli, a jedynie jest stosowany jako element podziału określonej kompozycji.
Ornament nie rządzi się zasadami realizmu: często łączy w sobie w sposób fantazyjny różne elementy. Używa stylizacji, uproszczenia i zwielokrotnienia form realistycznych lub wręcz abstrakcji. W zależności od genezy, wyróżnia się ornamenty: geometryczne, organiczne (roślinne, zwierzęce, antropomorficzne), kaligraficzne lub abstrakcyjne.
Ornamenty pomagają przy określeniu przynależności geograficznej dzieła i jego datowaniu.

## Historia ornamentu
Przez wieki każda kultura wprowadzała sobie właściwe zdobienia lub zapożyczała od innych kultur i przetwarzała.
Już najdawniejsze dzieła wskazują, że człowiek odczuwał potrzebę ozdabiania. W paleolicie pojawiają się pierwsze wzory geometryczne. Dla sztuki starożytnego Egiptu charakterystyczne były motywy oparte na stylizowanych roślinach (lotos, papirus, palma) i ornamenty geometryczne. Efekt dekoracyjności uzyskiwali także poprzez odpowiednie komponowanie scen realistycznych, powtarzanie oraz łączenie realizmu ze stylizacją. Niezwykle dekoracyjne jest także pismo hieroglificzne.
Starożytna Grecja wytworzyła ornamenty później przejęte przez sztukę rzymską i nowożytną. Ornamentyka była ściśle związana z greckimi porządkami architektonicznymi, które powstały z przekształcenia budowli drewnianych w kamienne. W efekcie niektóre elementy (np. guttae) straciły funkcję architektoniczną na rzecz dekoracyjnej. O ile Grecy ściśle przestrzegali ustalonych zasad budowania budowli w danym porządku, o tyle Rzymianie elementy porządków (np. tryglify) traktowali wyłącznie w kategoriach dekoracyjnych. Do greckich ornamentów architektonicznych można zaliczyć astragal i kimation. Oprócz nich, w sztuce greckiej wykształciły się także ornamenty geometryczne (np. meander, spirala), roślinne (palmeta, ornament akantowy), zwierzęce (bukranion).
Istotną rolę odgrywał ornament w sztuce wczesnego średniowiecza, a zwłaszcza w sztuce germańskiej i celtyckiej, dla której charakterystyczne były ornamenty zwierzęce oraz plecionki i spirale. W sztuce romańskiej pojawiają się ornamenty roślinne i geometryczne. Dla gotyku charakterystyczne były motywy roślinne: wić roślinna, ornament gałęziowy, kwiatony, żabki oraz geometryczne (maswerk). W epoce renesansu powrócono do wzorców antycznych. Popularne stały się: arabeska, groteska i inne.

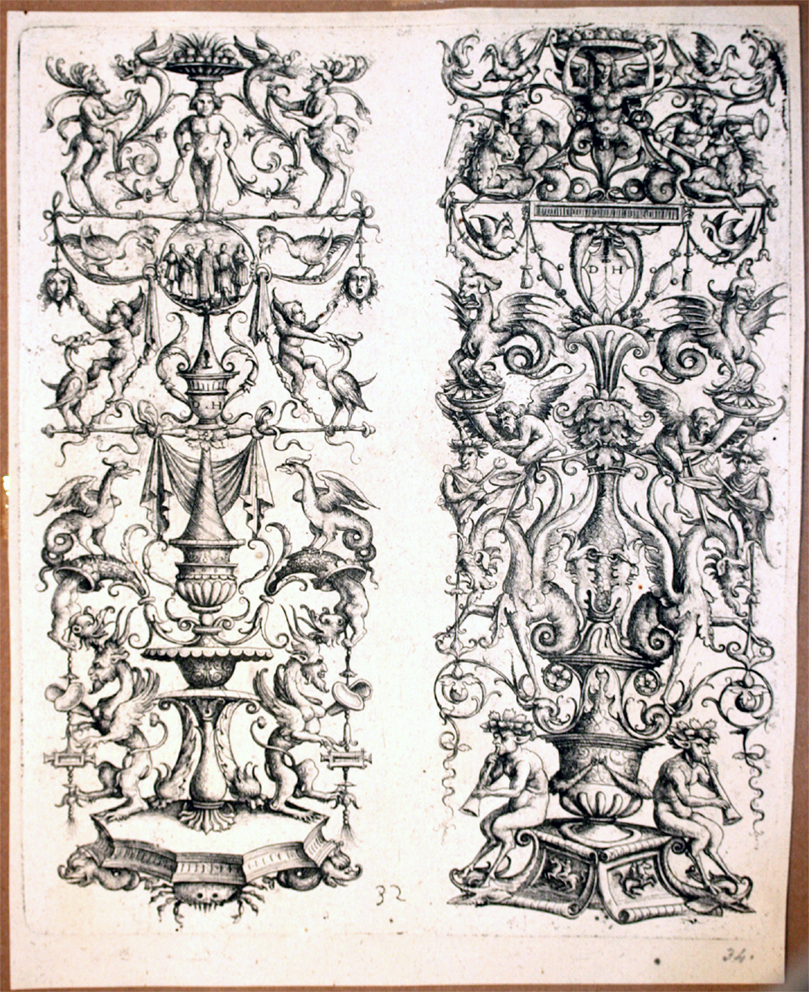
Groteska – akwaforta Daniela Hopfera (ok. 1470–1536)

Wraz z pojawieniem się w XV wieku nowych technik (drzeworyt, miedzioryt, ruchoma czcionka Gutenberga) możliwe stało się rozpowszechnianie wzorów ornamentalnych za pomocą wzorników i grafik. W efekcie ornamenty zunifikowały się na dużych obszarach i pojawiło się zjawisko mód ornamentalnych, polegające na cyklicznych zmianach aktualnie obowiązującego wzoru.
W okresie późnego renesansu (manieryzmu) pojawiły się nowe ornamenty, niezwiązane ze sztuką starożytną, rozpowszechniane za pomocą wspomnianych już grafik. Ornamenty te były dziełem projektantów, głównie północnoeuropejskich. W XVI wieku pojawił się ornament zwijany (rollwerk), ornament okuciowy i ornament małżowinowo-chrząstkowy.
Sztuka baroku powróciła do tradycji antycznych i popularny stał się ornament akantowy oraz girlandy owocowe. W XVIII wieku panował ornament regencyjny, składający się z motywów wstęgowo-cęgowych, kratki regencyjnej, kampanul, lambrekinów, cekinów. Występowały także motywy egzotyczne. Późny barok (rokoko) wiąże się z rocaillem oraz z donaninio unnemo, włoskim wzorcem rokokowym.
Klasycyzm powrócił do ornamentów antycznych. W dobie historyzmu nawiązywano do wzorów z wcześniejszych epok. Secesja stworzyła ornamenty o charakterze płynnym, głównie roślinnym. Wraz z początkiem XX wieku powstał sprzeciw wobec dekoracyjności i stosowania ornamentów.
We współczesnej architekturze ornament stracił swoje dominujące znaczenie.